# Пюизе (лунный кратер)
Кратер Пюизе (лат. Puiseux) — крупный ударный кратер в южной части Моря Влажности на видимой стороне Луны. Название присвоено в честь французского астронома Пьера Анри Пюизё (1855—1928) и утверждено Международным астрономическим союзом в 1935 г.

## Описание кратера

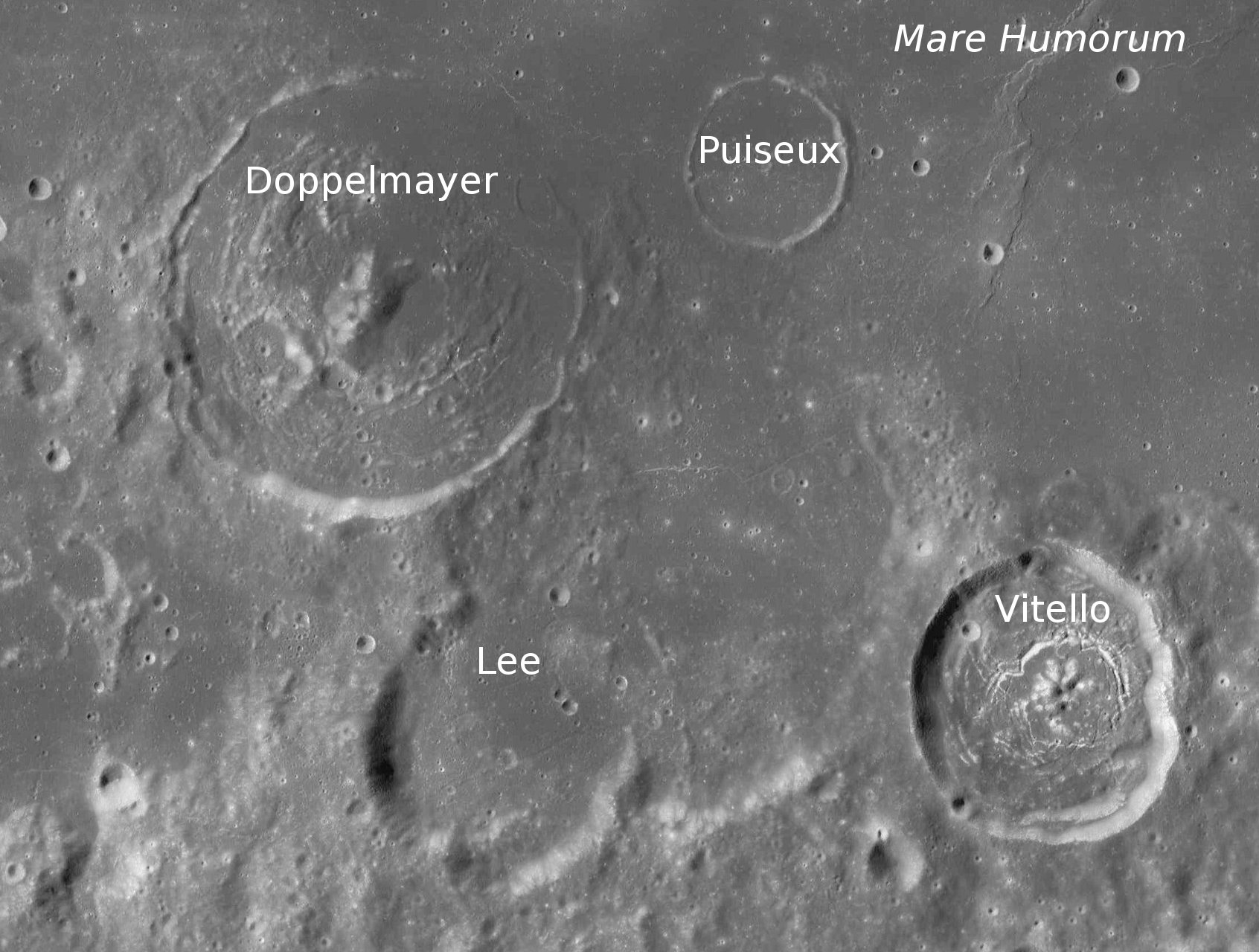
Окрестности кратера Пюизе. Снимок зонда Lunar Reconnaissance Orbiter.

Ближайшими соседями кратера являются кратер Доппельмайер на западе; кратер Гассенди на севере; кратер Витело на юге-юго-востоке и кратер Ли на юге-юго-западе. На востоке от кратера находится мыс Кельвина и за ним уступ Кельвина. Селенографические координаты центра кратера 27°49′ ю. ш. 39°11′ з. д. / 27,82° ю. ш. 39,19° з. д., диаметр 25 км, глубина 340 м.
Кратер Пюизе имеет циркулярную форму и затоплен лавой, над поверхностью Моря Влажности возвышается лишь узкая вершина вала и вершины центральных пиков. В северной части вала имеется узкий проход. Чаша кратера отмечена множеством мелких кратеров.

## Сателлитные кратеры
| Пюизе | Координаты                                            | Диаметр, км |
| ----- | ----------------------------------------------------- | ----------- |
| A     | 26°32′ ю. ш. 39°49′ з. д. / 26,53° ю. ш. 39,82° з. д. | 3,3         |
| B     | 25°42′ ю. ш. 38°58′ з. д. / 25,7° ю. ш. 38,97° з. д.  | 3,4         |
| C     | 24°42′ ю. ш. 37°54′ з. д. / 24,7° ю. ш. 37,9° з. д.   | 3,1         |
| D     | 25°46′ ю. ш. 36°14′ з. д. / 25,76° ю. ш. 36,23° з. д. | 7,3         |
| F     | 23°25′ ю. ш. 38°54′ з. д. / 23,42° ю. ш. 38,9° з. д.  | 4,0         |
| G     | 28°16′ ю. ш. 37°52′ з. д. / 28,26° ю. ш. 37,87° з. д. | 3,3         |
| H     | 27°24′ ю. ш. 37°05′ з. д. / 27,4° ю. ш. 37,08° з. д.  | 3,8         |

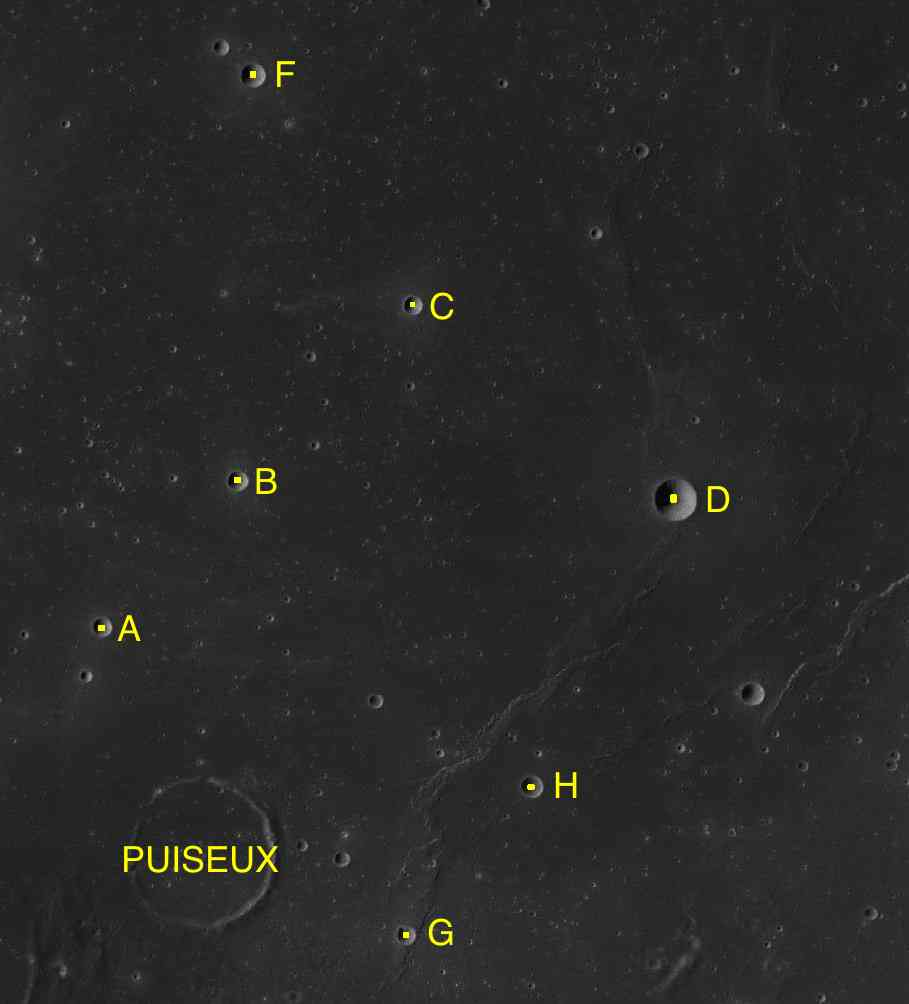
Фрагмент карты LAC-115.

- Сателлитный кратер Пюизе D включен в список кратеров с яркой системой лучей Ассоциации лунной и планетарной астрономии (ALPO)[4].

## См.также
- Список кратеров на Луне
- Лунный кратер
- Морфологический каталог кратеров Луны
- Планетная номенклатура
- Селенография
- Минералогия Луны
- Геология Луны
- Поздняя тяжёлая бомбардировка